# A Division 1931-1932 (Irlanda)
Il campionato era formato da dodici squadre e il Shamrock Rovers F.C. vinse il titolo.

## Classifica finale
| Pos. | Squadra              | G  | V  | N | P  | GF | GS | Punti |
| ---- | -------------------- | -- | -- | - | -- | -- | -- | ----- |
| 1    | Shamrock Rovers F.C. | 32 | 13 | 6 | 3  | 70 | 34 | +36   |
| 2    | Cork F.C.            | 29 | 10 | 9 | 3  | 57 | 27 | +30   |
| 3    | Waterford F.C.*      | 28 | 12 | 4 | 6  | 64 | 42 | +22   |
| 4    | Dundalk F.C.         | 27 | 11 | 5 | 6  | 56 | 31 | +25   |
| 5    | Bohemian F.C.        | 27 | 12 | 3 | 7  | 43 | 35 | +8    |
| 6    | Shelbourne F.C.      | 26 | 10 | 6 | 6  | 43 | 34 | +9    |
| 7    | Dolphin F.C.         | 25 | 11 | 3 | 8  | 65 | 44 | +21   |
| 8    | Bray Unknowns F.C.   | 20 | 9  | 5 | 8  | 45 | 51 | -6    |
| 9    | Drumcondra F.C.      | 17 | 6  | 5 | 11 | 33 | 48 | -15   |
| 10   | Brideville FC**      | 15 | 6  | 3 | 13 | 27 | 47 | -20   |
| 11   | St James's Gate F.C. | 10 | 4  | 2 | 16 | 27 | 62 | -35   |
| 12   | Jacobs F.C.**        | 5  | 1  | 3 | 18 | 15 | 90 | -75   |

G = Partite giocate; V = Vittorie; N = Nulle/Pareggi; P = Perse; GF = Goal fatti; GS = Goal subiti;